# 1336
سنة 1336 كانت سنة بسيطة تبدأ يوم الإثنين (الرابط يظهر نموذج التقويم الكامل للسنة) من التقويم اليولياني.

## مواليد
- أبو إسحاق إبراهيم بن أبي بكر.
- تيمورلنك.
- خايمي الرابع من مايوركا.

## وفيات
- إليزابيث من أراغون.
- ابن الحاج العبدري.
- علاء الدولة السمناني.
- ريتشارد من والينجفورد.